# 309 v.Chr.
Het jaar 309 v.Chr. is een jaartal volgens de christelijke jaartelling. 

## Gebeurtenissen

### Griekenland
- Kroonprins Alexander IV wordt samen met zijn moeder Roxane vermoord door Cassander.
- Polyperchon verzamelt in de Peloponnesos een leger, om Heracles op de troon van Macedonië te zetten.
- Polyperchon voert onderhandelingen met Cassander, hij benoemt hem tot gouverneur van Griekenland.
- Heracles, de onwettige zoon van Alexander de Grote wordt door Polyperchon vermoord.
- Ptolemaeus I zoekt toenadering tot Cleopatra van Macedonië, om zijn macht te legitimeren met het koningshuis.
- Ptolemaeus I verovert in Klein-Azië met de Egyptische vloot de kustprovincies Carië en Lycië.
- Seleucus I Nicator wordt door de diadochen erkend als heerser over het oostelijk deel van het Macedonische Rijk.
- Epicurus woont lezingen bij van Nausiphanes en sticht een school in Lampsacus en Mytilini.

### Italië
- Agathocles verovert en plundert de stad Leontini als vergelding voor een verbond met de Carthagers.
- Lucius Papirius Cursor I wordt in Rome als dictator aangesteld om de Samnieten het hoofd te bieden.
- De Carthaagse generaal Hamilcar sneuvelt tijdens de belegering van Syracuse.

## Geboren
- Ptolemaeus II Philadelphus (~309 v.Chr. - ~246 v.Chr.), farao van Egypte

## Overleden
- Alexander IV van Macedonië (~323 v.Chr. - ~309 v.Chr.), koning van Macedonië (14)
- Hamilcar, Carthaags veldheer en staatsman
- Heracles (~327 v.Chr. - ~309 v.Chr.), onwettige zoon van Alexander de Grote (18)
- Roxane (~347 v.Chr. - ~309 v.Chr.), vrouw van Alexander de Grote (38)